# Họ Tắc kè
Họ Tắc kè (danh pháp khoa học Gekkonidae) là một họ các loài thằn lằn cổ nhất trong nhóm thằn lằn hiện đại.Chứa đựng được 950 loài được mô tả trong mỗi 64 chi làm cho nó trở thành họ tắc kè lớn nhất trên thế giới. Tại thời điểm tháng 4 năm 2019 người ta công nhận 1.217 loài tắc kè khác nhau. Một số loài bò sát quen thuộc như thạch sùng (Hemidactylus spp.), tắc kè (Gekko gecko) thuộc họ này. Chi Thạch sùng (Hemidactylus) là một trong những chi có số loài phong phú và phân bố rộng rãi nhất trong lớp bò sát. 
Phần lớn tắc kè không có mí mắt mà có màng trong suốt, được làm sạch bằng cách liếm. Nhiều loài tắc kè xả mùi hôi hoặc phân vào kẻ thù của chúng để tự vệ. Nhiều loài có giác bám dưới các ngón chân cho phép chúng bám vào thân cây, trần và tường nhà dễ dàng.

## Tiến hóa
Họ Tắc kè đã tiến hóa có lẽ vào đầu kỷ Creta, và khoảng 100 triệu năm trước chúng đã thích nghi tốt với kiểu sống leo trèo.
Vật mẫu hóa thạch thuộc họ Tắc kè được biết đến sớm nhất, Yantarogekko, được tìm thấy trong hổ phách Baltic từ kỷ Eocene.

## Môi trường sống
Nhiều chi của họ Tắc kè có khả năng sinh sống địa lý rộng rãi.  Tuy nhiên, những loài này thích những vùng khô hạn có nhiệt độ ấm hơn và lượng mưa cao hơn.

## Các chi
Gekkonidae chứa các chi sau:
- Afroedura (28 loài)
- Afrogecko (2 loài)
- Agamura (2 loài)
- Ailuronyx (3 loài)
- Alsophylax (6 loài)
- Altiphylax (5 loài)
- Blaesodactylus (6 loài)
- Bunopus (3 loài)
- Calodactylodes (2 loài)
- Chondrodactylus (6 loài)
- Christinus (3 loài)
- Cnemaspis(140 loài)
- Crossobamon (2 loài)
- Cryptactites - tắc kè ngón lá Peringuey
- Cyrtodactylus (268 loài)
- Cyrtopodion (24 loài)
- Dixonius (8 loài)
- Ebenavia (6 loài)
- Elasmodactylus (2 loài)
- Geckolepis (5 loài)
- Gehyra (59 loài)
- Gekko (59 loài)
- Goggia (10 loài)
- Hemidactylus (156 loài)
- Hemiphyllodactylus (30 loài)
- Heteronotia (5 loài)
- Homopholis (4 loài)
- Kolekanos (1 loài)
- Lepidodactylus (34 loài)
- Luperosaurus (13 loài)
- Lygodactylus (65 loài)
- Matoatoa (2 loài)
- Mediodactylus (17 loài)
- Microgecko (5 loài)
- Nactus (12 loài)
- Narudasia - tắc kè lễ hội
- Pachydactylus (57 loài)
- Paragehyra (4 loài)
- Paroedura (21 loài)
- Parsigecko - tắc kè Pars Ziaie
- Perochirus (3 loài)
- Phelsuma (43 loài)
- Pseudoceramodactylus - tắc kè ngón ngắn vùng vịnh
- Pseudogekko (9 loài)
- Ptenopus (3 loài)
- Ptychozoon (10 loài)
- Ramigekko - tắc kè ngón lá châu Phi Swartberg
- Rhinogekko (2 loài)
- Rhoptropella - tắc kè ngày Namaqua
- Rhoptropus (7 loài)
- Stenodactylus (11 loài)
- Tenuidactylus (8 loài)
- Trachydactylus (2 loài)
- Trigonodactylus (3 loài)
- Tropiocolotes (12 loài)
- Urocotyledon (5 loài)
- Uroplatus (18 loài)

## Phát sinh chủng loài
Pyron et al. (2013) đưa ra cây phát sinh chủng loài như sau cho họ Gekkonidae.

|  | \| \| Lepidodactylus, Pseudogekko, Luperosaurus, Gekko, Dixonius, Heteronotia, Nactus, Hemiphyllodactylus, Gehyra \| \| \| \| \| \| Alsophylax, Tropiocolotes, Cnemaspis, Mediodactylus, Pseudoceramodactylus, Tropiocolotes, Stenodactylus, Bunopus, Crossobamon, Agamura, Cyrtopodion, Cyrtodactylus, Hemidactylus \| \| \| \|                                |
|  | |
|  | Perochirus, Urocotyledon, Ebenavia, Paroedura, Ailuronyx, Calodactylodes, Ptenopus, Narudasia, Cnemaspis, Uroplatus, Paragehyra, Christinus, Afrogecko, Cryptactites, Matoatoa, Afroedura, Geckolepis, Homopholis, Blaesodactylus, Goggia, Rhoptropus, Elasmodactylus, Chondrodactylus, Colopus, Pachydactylus, Cnemaspis, Rhoptropella, Lygodactylus, Phelsuma |
|  | |
|  | Lepidodactylus, Pseudogekko, Luperosaurus, Gekko, Dixonius, Heteronotia, Nactus, Hemiphyllodactylus, Gehyra |
|  | |
|  | Alsophylax, Tropiocolotes, Cnemaspis, Mediodactylus, Pseudoceramodactylus, Tropiocolotes, Stenodactylus, Bunopus, Crossobamon, Agamura, Cyrtopodion, Cyrtodactylus, Hemidactylus |
|  | |

|  | Lepidodactylus, Pseudogekko, Luperosaurus, Gekko, Dixonius, Heteronotia, Nactus, Hemiphyllodactylus, Gehyra                                                                      |
|  | |
|  | Alsophylax, Tropiocolotes, Cnemaspis, Mediodactylus, Pseudoceramodactylus, Tropiocolotes, Stenodactylus, Bunopus, Crossobamon, Agamura, Cyrtopodion, Cyrtodactylus, Hemidactylus |
|  | |

## Hình ảnh

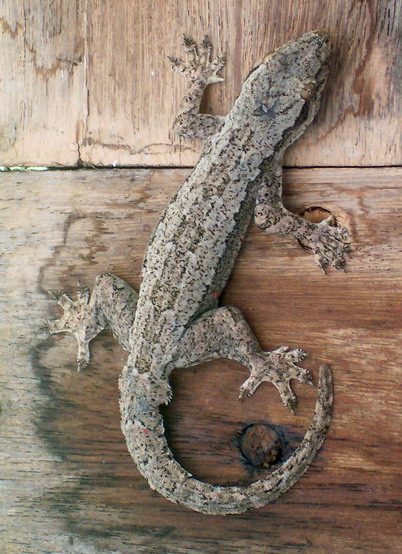
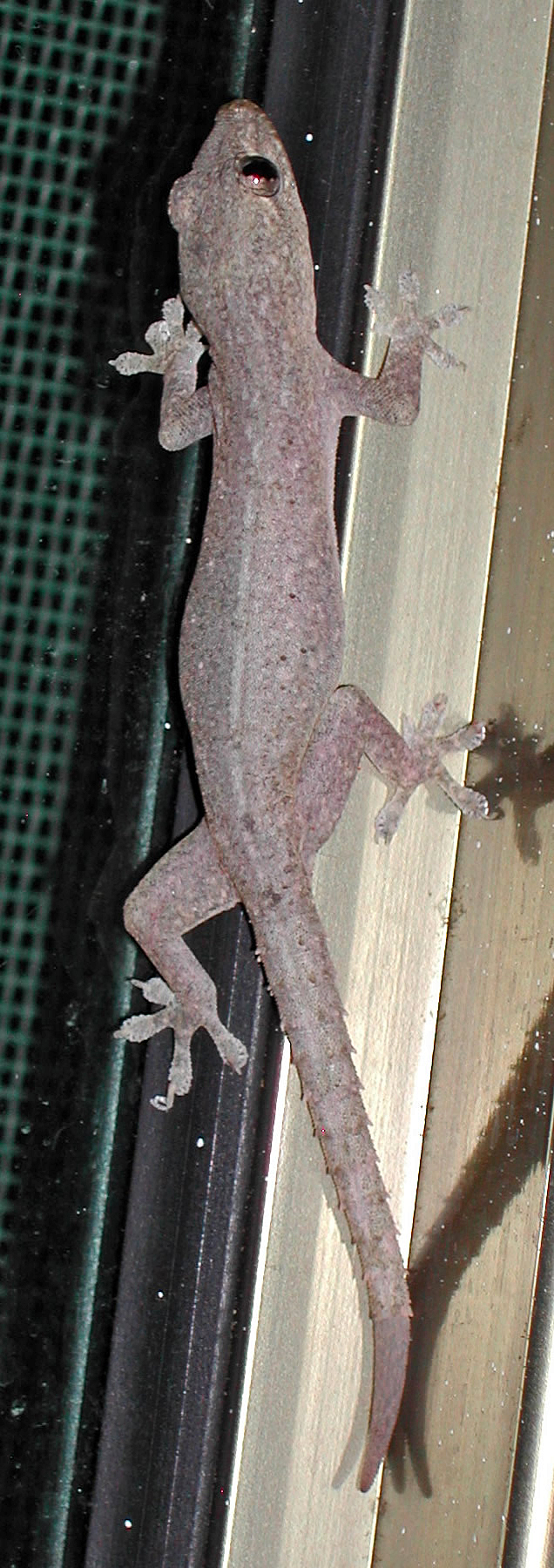
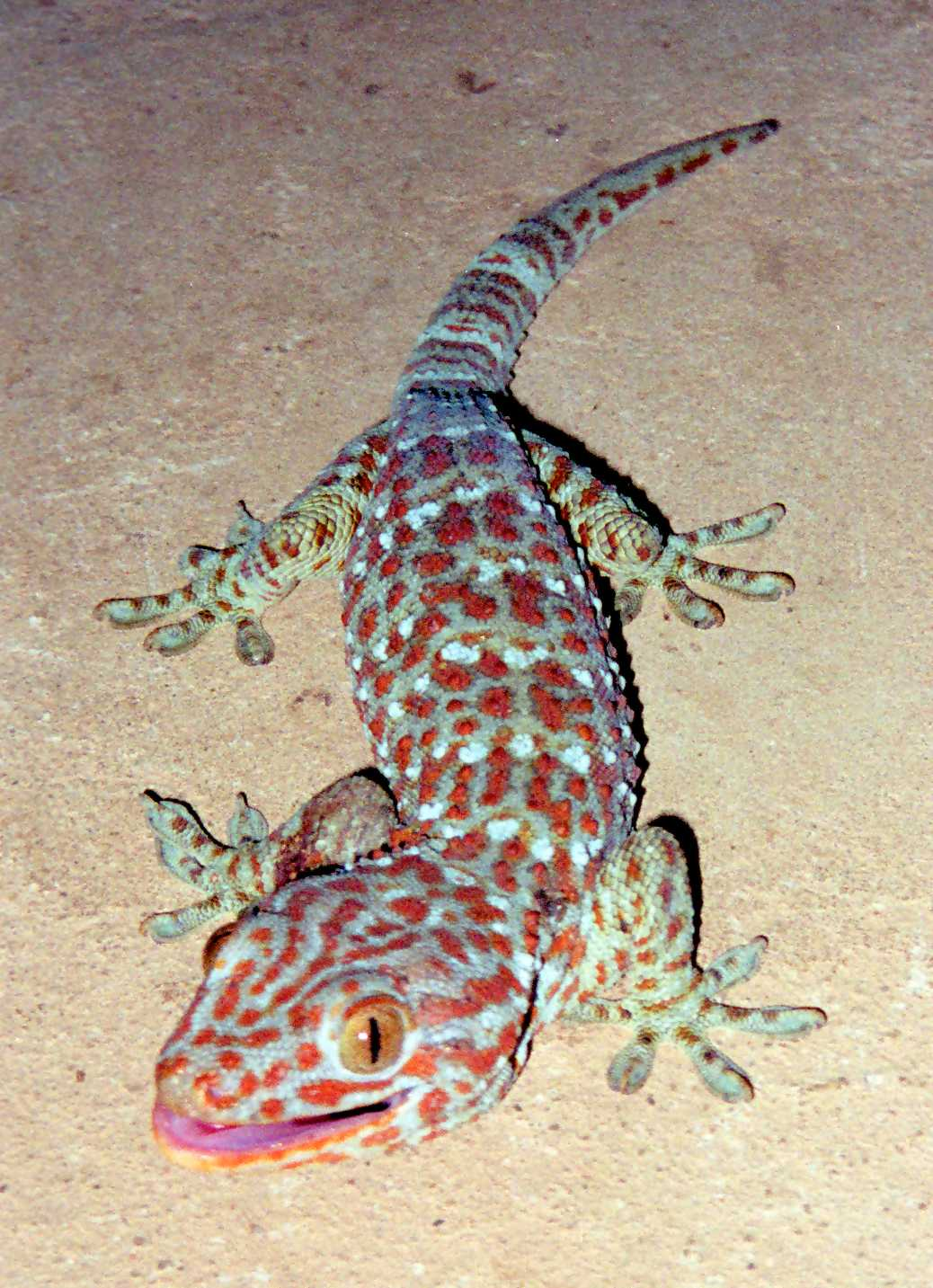
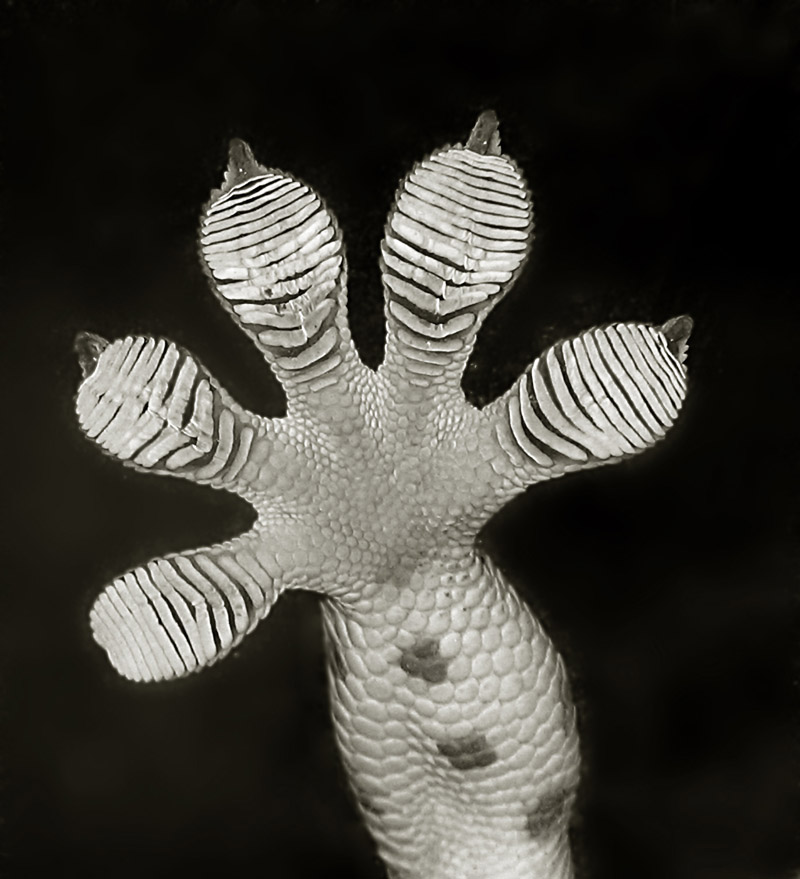